# Calle Suipacha (Tucumán)
La Calle Batalla de Suipacha es una calle de San Miguel de Tucumán, Tucumán, Argentina. Se extiende desde la calle San Luis y avenida 24 de septiembre hasta la avenida Francisco de Aguirre. Lleva su nombre en honor a la Batalla de Suipacha, que fue una batalla entre las fuerzas patriotas y el Ejército Realista en la actual Potosí, con triunfo a favor de la Primera Junta de Gobierno.

## Historia
La calle fue abierta con la expansión del área central de la ciudad en 1887, durante la intendencia de José Padilla. Durante el siglo XX se instalaron diversos edificios como la Cárcel de Villa Urquiza, el Club Tucumán BB. Asimismo, con la instalación de la Estación Tucumán del Ferrocarril Mitre en 1876, la calle se transformó en una arteria comercial. En 2009 se pavimentó la calle en su tramo en Villa Urquiza hasta la avenida Francisco de Aguirre.

## Sitios de Interés
A lo largo de esta calle se desarrollan varios lugares de interés y emblemáticos:
- Plaza Raúl Alfonsín
- Club Tucumán BB
- Plaza Capitán Candelaria
- Cárcel de Villa Urquiza